# Antonio Andreu
Antonio Andreu, španski rokometaš, * 1. januar 1947, Barcelona, Španija.
Leta 1972 je na poletnih olimpijskih igrah v Münchnu v sestavi španske rokometne reprezentance osvojil 15. mesto.